# (244932) Méliès
(244932) Méliès est un astéroïde de la ceinture principale.

## Description
(244932) Méliès est un astéroïde de la ceinture principale. Il fut découvert par Bernard Christophe le 15 décembre 2003 à l'observatoire de Saint-Sulpice. Il présente une orbite caractérisée par un demi-grand axe de 2,75 UA, une excentricité de 0,144 et une inclinaison de 1,53° par rapport à l'écliptique.
Il fut nommé en hommage à Georges Méliès, réalisateur de films français. La base de données de l'UAI référençait de façon erronée le nom de famille Méliés avec un deuxième é (e accent aigu) au lieu d'un è (e accent grave). Cette erreur est rectifiée le 14 août 2023.

## Compléments